# Pal·ladseïta
La pal·ladseïta és un mineral de la classe dels sulfurs. Rep el seu nom de la seva composició química.

## Característiques
La pal·ladseïta és un sulfur de pal·ladi i seleni, de fórmula química Pd₁₇Se₁₅. Cristal·litza en el sistema cúbic, generalment en forma de grans de fins a 0,5 mil·límetres, i com a inclusions euèdrics i omplint fractures en òxids de ferro. La seva duresa a l'escala de Mohs és 4,5 a 5.
Segons la classificació de Nickel-Strunz, la pal·ladseïta pertany a «02.AC: Aliatges de metal·loides amb PGE» juntament amb els següents minerals: UM2004-45-Se:AgHgPd, miassita, UM2000-47-S:CuFePdPt, oosterboschita, chrisstanleyita, jagüeïta, keithconnita, vasilita, tel·luropal·ladinita, luberoïta, oulankaïta, telargpalita, temagamita, sopcheïta, laflammeïta i tischendorfita.

## Formació i jaciments
Va ser descoberta l'any 1977 a Itabira, Iron Quadrangle (Minas Gerais, Brasil). També se n'ha trobat al dipòsit d'or, pal·ladi i platí de Serra Pelada (Pará, Brasil), a la mina Musonoi (Katanga, Congo), al riu Miessijoki (Lapland, Finlàndia) i a Bleida (Souss-Massa-Draâ, Marroc). Sol trobar-se associada a altres minerals com: arsenopal·ladinita, isomertieïta, atheneïta, or natiu i sudovikovita.